# Zbrojní horečka
Zbrojní horečka nebo také Závody ve zbrojení (anglicky Armaments Race) je humorná vědeckofantastická povídka britského spisovatele Arthura C. Clarka, která poprvé vyšla v dubnu 1954 v americkém magazínu Adventure.
V angličtině vyšla také mj. ve sbírce Tales from the White Hart.

Tato povídka stejně jako Clarkova další díla (namátkou román Světlo Země) ukazuje na autorův pacifismus.
Americký odborník na filmové triky Solly Blumberg vypráví v londýnské hospůdce U Bílého jelena historky ze své branže. V příběhu je přítomen i vědec Harry Purvis – Clarkova fiktivní literární postava.

## Postavy
- Harry Purvis
- Solly Blumberg
- Bill Temple

## Děj
Harry Purvis přivede mezi své přátele do londýnské hospůdky U Bílého jelena amerického odborníka na filmové triky Sollyho Blumberga. Ten přítomnému osazenstvu vypráví své zážitky z branže. Pro sci-fi seriál o kapitánu Fofferovi vyráběl rekvizity. Režisér po něm chtěl vytvoření zbraní jak pro hlavní postavy, tak i pro jejich nepřátele. Modely zbraní byly stále propracovanější, až jednou náhodou sestavil skutečný funkční kus, který způsobil zmizení filmového ateliéru. O věc se začala zajímat FBI. 

## Česká vydání
Česky vyšla povídka v následujících sbírkách nebo antologiích:
Pod názvem Zbrojní horečka:
- Oceánem hvězd (SNKLU 1962, překlad Miloslav Žilina)[3]

Pod názvem Závody ve zbrojení:
- Historky od Bílého jelena (Polaris 2001, překlad Josef Hořejší)